# Tony Cottee
Anthony Richard ("Tony") Cottee (Londen, 11 juli 1965) is een Engels voormalig betaald voetballer die als centrumspits speelde.
Cottee scoorde 239 competitiedoelpunten gedurende zijn carrière als professional. Hij was een jeugdproduct van West Ham United en speelde acht seizoenen voor de club. Verder speelde hij voor Everton en Leicester City. Hij speelde zeven interlands in het Engels voetbalelftal.

## Clubcarrière

### West Ham United
Cottee werd geboren in Forest Gate, een residentiële buurt van Londen. Hij tekende zijn eerste profcontract bij de Londense club West Ham United in 1982. Als 20-jarige had hij al 37 competitiedoelpunten gescoord. In zijn periode bij West Ham United zou Cottee zijn meest efficiënte periode beleven. In het seizoen 1985/1986 deed zijn aanvalspartner Frank McAvennie beter met 26 goals, terwijl Cottee twintig keer de netten deed trillen. Dat seizoen werd hij verkozen tot PFA Young Player of the Year. Het winnen van eremetaal bleef echter uit.

### Everton
Cottee verhuisde naar Everton in augustus 1988, na zes jaar West Ham. Bij zijn debuut voor Everton op 27 augustus 1988 lukte Cottee een hattrick tegen Newcastle United. Hij verloor de finale van de FA Cup in 1989. Liverpool versloeg de stadsrivaal met 3–2 na verlenging. Onder leiding van Colin Harvey beleefde de club wisselvallige tijden, tot Howard Kendall terugkeerde. In twee seizoenen wist hij 23 keer te scoren in de competitie. Het seizoen 1993/1994 was een frustrerend seizoen voor Cottee en de club. Everton eindigde op de 17e plaats, hoewel aanvallers Cottee, Paul Rideout en Peter Beardsley zeer productief waren. Cottee scoorde zestien keer.

### Terugkeer naar West Ham United
Cottee keerde terug naar West Ham United na het seizoen 1993/1994 en arriveerde gelijktijdig met Everton-linksachter David Burrows.
Na de komst van Daniel Amokachi was Cottee overbodig geworden bij Everton, vandaar zijn beslissing om de Toffees te verlaten. Zijn tweede periode bij West Ham United nam een aanvang tegen Liverpool, maar hij startte met een valse noot. Cottee kreeg na 54 minuten een rode kaart. Toch zou hij zich herpakken. Cottee scoorde 13 keer en behoedde West Ham voor degradatie.
Onder  leiding van Harry Redknapp positioneerde de club zich op de veertiende stek. In zijn laatste seizoen, 1995/1996, eindigde hij met West Ham op de tiende plaats. Hij scoorde tien keer in de competitie. Een seizoen later verloor Cottee zijn basisplaats aan Florin Răducioiu. Op 1 oktober 1996 verliet hij de club.

### Maleisië
Cottee vertrok naar Maleisië, waar de aanvaller het seizoen vervolgde bij Selangor. Hij scoorde veertien keer uit 24 wedstrijden, maar keerde terug naar Engeland.

### Leicester City
Cottee tekende in de zomer van 1997 een contract bij Leicester City, waarmee hij in 2000 de League Cup won. Leicester versloeg het verrassende Tranmere Rovers met 2-1. Hij werd vlak voor blessuretijd vervangen door Ian Marshall. Cottee werd een half seizoen uitgeleend aan Birmingham City in 1997. Na zijn terugkeer was hij meteen belangrijk. In de halve finale van de League Cup van het seizoen 1998/1999 scoorde Cottee drie keer tegen Sunderland, waardoor hij Leicester naar de finale loodste. Leicester stuitte echter op Tottenham Hotspur (0-1). Cottee speelde negentig minuten. Een jaar later won de club dus wel de beker.
In het seizoen 1999/2000 scoorde hij 13 doelpunten voor Leicester in de Premier League. Dit was een individueel record bij de club dat pas werd verbroken door Jamie Vardy in het sprookjesseizoen 2015/2016, toen de club voor het eerst in zijn bestaan landskampioen werd.

### Latere carrière
Na zijn periode bij Leicester kwam Cottee nog uit voor Norwich City, Barnet en Millwall, waar hij zijn carrière op 35-jarige leeftijd beëindigde.

## Erelijst
| Competitie     |                |                |
| Competitie     | Aantal         | Jaren          |
| Leicester City | Leicester City | Leicester City |
| -------------- | -------------- | -------------- |
| League Cup     | 1×             | 1999/00        |

## Interlandcarrière
Cottee speelde zeven interlands voor Engeland, maar scoorde niet. Hij debuteerde tegen Zweden op 10 september 1986. Zijn laatste interland speelde Cottee tegen Schotland op 27 mei 1989.